# M/S Gudingen
M/S Gudingen är en finländsk bil- och passagerarfärja för Ålandstrafiken. Den byggdes 1980 på  Oy Laivateollisuus Ab i Åbo i Finland och levererades till Ålands landskapsregering för att segla för Ålandstrafiken.
M/S Gudingen har framför allt trafikerat rutten Galtby–Kökar–Kyrkogårdsö–Husö–Sottunga–Överö–Långnäs.

## Bildgalleri

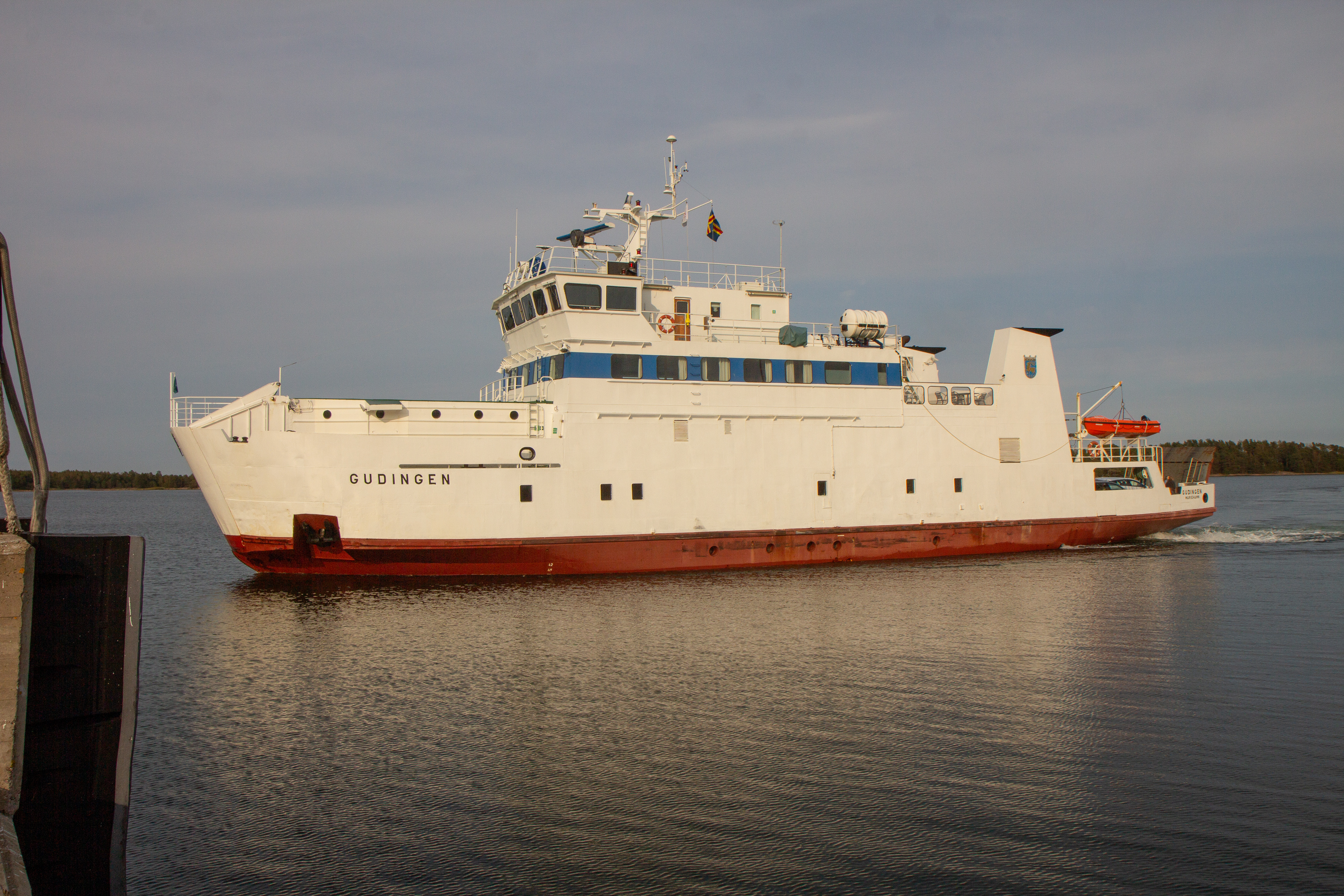
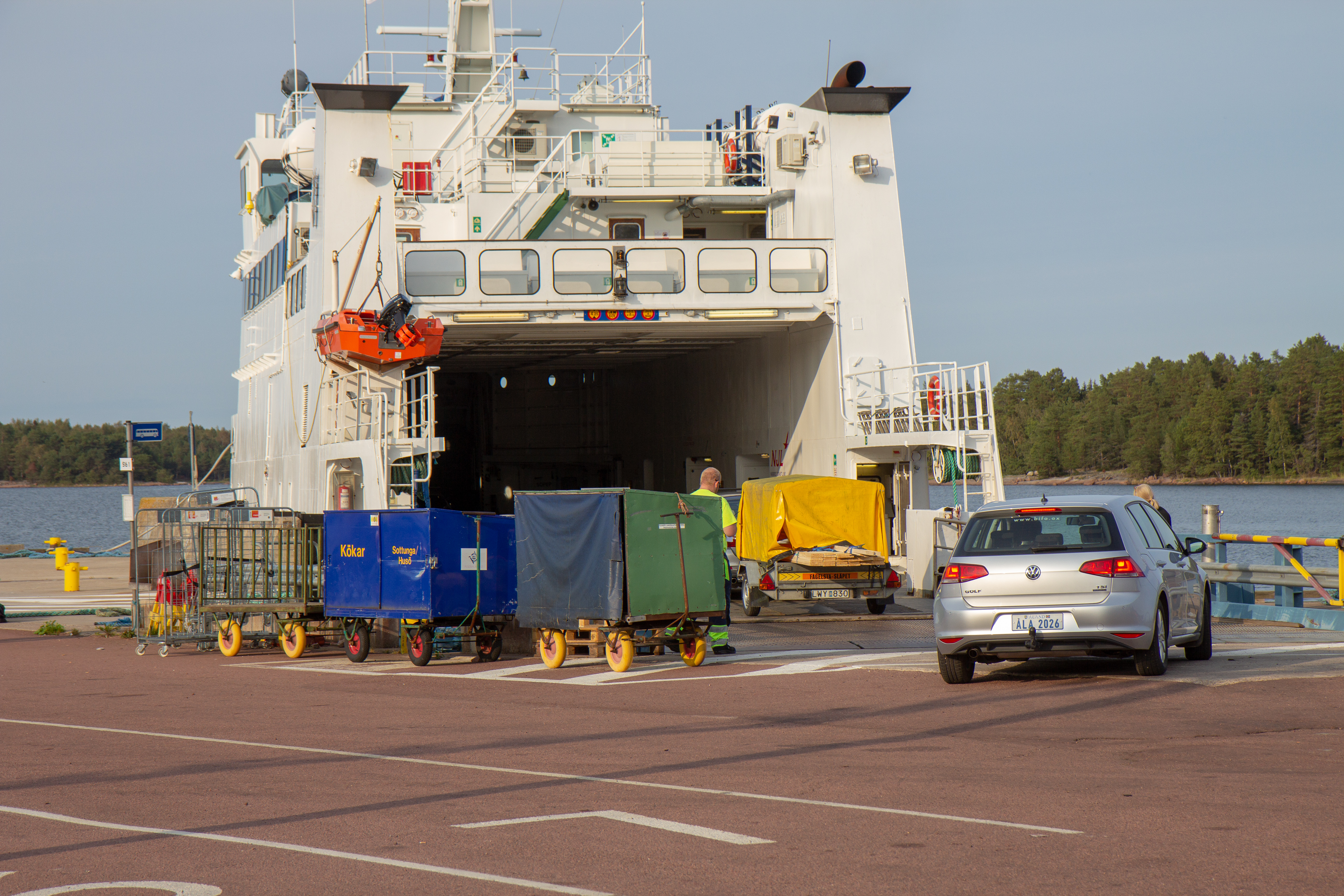